# Президентские выборы в Кыргызстане (2011)
Выборы президента Кыргызстана состоялись 30 октября 2011 года.

## Назначение выборов
В апреле 2010 года в Кыргызстане прошла революция, в результате которой к власти пришло временное правительство во главе с Розой Отунбаевой, а переизбранный в 2009 году президент страны Курманбек Бакиев был вынужден укрываться в своём родовом селе на юге страны и впоследствии бежать за границу. 27 июня 2010 года в результате всенародного референдума республики была принята новая конституция Кыргызстана, согласно которой страна была объявлена парламентской республикой, а Роза Отунбаева была утверждена в качестве президента Кыргызстана до 31 декабря 2011 года.
15 апреля 2011 года президент переходного периода Роза Отунбаева на встрече со студентами, выпускниками и преподавателями академии ОБСЕ высказала мнение, что выборы президента должны пройти не позднее ноября 2011 года, иначе республика может попасть в «политическую ловушку». Она сообщила, что в парламенте идут дискуссии о смене коалиции большинства в то время, как, по её мнению, политическая борьба должна развиваться в ходе президентской гонки, а не в парламенте.
30 июня Жогорку Кенеш (парламент Кыргызстана) назначил проведение выборов президента страны на 30 октября 2011 года — за эту дату проголосовали 107 депутатов, против — один.

## Организация выборов
С 1 июля 2011 года проходило выдвижение представителей от политических партий, от представительных органов местного самоуправления в составы территориальных, участковых комиссий.

## Выдвижение и регистрация кандидатов
Чтобы стать официальными участниками президентской гонки, кандидатам необходимо к 25 сентября собрать не менее 30 тысяч подписей в свою поддержку, внести избирательный взнос порядка 2 тысяч долларов и пройти тест на знание кыргызского языка. 16 августа Центральная избирательная комиссия Кыргызстана сообщила, что регистрацию на президентские выборы прошло 83 человека: 16 кандидатов были выдвинуты от политических партий, еще 67 являются независимыми кандидатами.
Главными кандидатами считались премьер-министр Алмазбек Атамбаев (возглавляет социал-демократов) и Камчибек Ташиев (лидер националистической партии «Ата-Журт»).

### Зарегистрированные кандидаты
| Кандидат             | Партия                                    |
| -------------------- | ----------------------------------------- |
| Алмазбек Атамбаев    | Социал-демократическая партия Кыргызстана |
| Адахан Мадумаров     | Бутун Кыргызстан (Единый Кыргызстан)      |
| Камчыбек Ташиев      | Ата-Журт                                  |
| Темирбек Асанбеков   | Мекен Ынтымагы                            |
| Омурбек Суваналиев   | самовыдвиженец                            |
| Кубатбек Байболов    | самовыдвиженец                            |
| Турсунбай Бакир уулу | Эркин Кыргызстан                          |
| Анарбек Калматов     | Ар-Намыс                                  |
| Арстанбек Абдылдаев  | Эл учун (За народ)                        |
| Марат Иманкулов      | самовыдвиженец                            |
| Кубанычбек Исабеков  | самовыдвиженец                            |
| Курманбек Осмонов    | самовыдвиженец                            |
| Акбаралы Айтикеев    | самовыдвиженец                            |
| Торобай Колубаев     | самовыдвиженец                            |
| Сооронбай Дыйканов   | самовыдвиженец                            |
| Алмазбек Каримов     | самовыдвиженец                            |

## Результаты голосования

Результаты выборов по областям.

Результаты выборов по районам.

| Явка избирателей                                      | Явка избирателей                                      | Явка избирателей | Явка избирателей |
| ----------------------------------------------------- | ----------------------------------------------------- | ---------------- | ---------------- |
| Число избирателей, включённых в список избирателей    | Число избирателей, включённых в список избирателей    | 3 032 666        | 100 %            |
| Из них приняли участие в выборах (выдано бюллетеней)  | Из них приняли участие в выборах (выдано бюллетеней)  | 1 858 632        | 61,28 %          |
| Из принявших участие в выборах проголосовали досрочно | Из принявших участие в выборах проголосовали досрочно | 525              | 0,03 %           |
| Процент испорченных бюллетеней                        |                                                       |                  |                  |
| Приняли участие в голосовании (возвращено бюллетеней) | Приняли участие в голосовании (возвращено бюллетеней) | 1 858 632        | 100 %            |
| Из них действительных бюллетеней                      | Из них действительных бюллетеней                      | 1 820 487        | 97,95 %          |
| Из них недействительных бюллетеней                    | Из них недействительных бюллетеней                    | 38 145           | 2,05 %           |
| Распределение голосов:                                |                                                       |                  |                  |
| 1.                                                    | Алмазбек Атамбаев                                     | 1 161 929        | 62,52 %          |
| 2.                                                    | Адахан Мадумаров                                      | 274 639          | 14,78 %          |
| 3.                                                    | Камчыбек Ташиев                                       | 266 189          | 14,32 %          |
| 4.                                                    | Темирбек Асанбеков                                    | 17 232           | 0,93 %           |
| 5.                                                    | Омурбек Суваналиев                                    | 16 143           | 0,87 %           |
| 6.                                                    | Кубатбек Байболов                                     | 15 427           | 0,83 %           |
| 7.                                                    | Турсунбай Бакир уулу                                  | 15 195           | 0,82 %           |
| 8.                                                    | Анарбек Калматов                                      | 13 609           | 0,73 %           |
| 9.                                                    | Арстанбек Абдылдаев                                   | 8770             | 0,47 %           |
| 10.                                                   | Марат Иманкулов                                       | 5578             | 0,30 %           |
| 11.                                                   | Кубанычбек Исабеков                                   | 3239             | 0,17 %           |
| 12.                                                   | Курманбек Осмонов                                     | 2452             | 0,13 %           |
| 13.                                                   | Акбаралы Айтикеев                                     | 2081             | 0,11 %           |
| 14.                                                   | Торобай Колубаев                                      | 1941             | 0,10 %           |
| 15.                                                   | Сооронбай Дыйканов                                    | 1339             | 0,07 %           |
| 16.                                                   | Алмазбек Каримов                                      | 1305             | 0,07 %           |
| Против всех                                           | Против всех                                           | 13 419           | 0,72 %           |
| Число действительных (учтённых) бюллетеней            | Число действительных (учтённых) бюллетеней            | 1 858 632        | 100 %            |